# Kōichi Morishita
Pour les articles homonymes, voir Morishita.
Kōichi Morishita (森下 広一, Morishita Kōichi, né le 5 septembre 1967 à Yazu) est un athlète japonais spécialiste du 5 000 mètres, du 10 000 mètres et du marathon. 

## Carrière

### Palmarès
| Date | Compétition            | Lieu         | Résultat | Épreuve       | Performance     |
| ---- | ---------------------- | ------------ | -------- | ------------- | --------------- |
| 1990 | Jeux asiatiques        | Pékin        | 2e       | 5 000 mètres  | 13 min 50 s 23  |
| 1990 | Jeux asiatiques        | Pékin        | 1er      | 10 000 mètres | 28 min 47 s 96  |
| 1991 | Marathon de Beppu-Ōita | Beppu ⇒ Ōita | 1er      | Marathon      | 2 h 08 min 53 s |
| 1991 | Championnats du monde  | Tokyo        | 10e      | 10 000 mètres | 28 min 13 s 71  |
| 1992 | Marathon de Tokyo      | Tokyo        | 1er      | Marathon      | 2 h 10 min 19 s |
| 1992 | Jeux olympiques d'été  | Barcelone    | 2e       | Marathon      | 2 h 13 min 45 s |